# Хименес Гаго, Роберто
Робе́рто Химе́нес Га́го (исп. Roberto Jiménez Gago; 10 февраля 1986, Мадрид, Испания) — испанский футболист, вратарь.

## Карьера
Роберто является воспитанником «Атлетико». Дебютировал в первой команде в матче против «Осасуны». Остаток сезона 2007/08 провёл в аренде в «Химнастике».
В июле 2008 года Роберто Хименес был частью трансфера Флоран Синама-Понголья в «Рекреативо». 13 июля 2009 года Роберто вернулся в «Атлетико Мадрид». Сумма сделки — 1 миллион евро, контракт был подписан на три года.
5 июня 2010 года стал игроком лиссабонской «Бенфики», трансфер игрока составил 8 млн евро. Дебютировал 7 августа в матче Суперкубка Португалии против «Порту», в котором его команда проиграла со счётом 0:2.
В матче против «Витории» он заменил в начале первого тайма Жулио Сезара, который был удален за фол в зоне вратаря. Роберто вышел на замену и отразил пенальти от Угу Леал и смог сохранить свои ворота в неприкосновенности. В конце сезона 2010/11, Роберто проиграл конкуренцую Артуру и Эдуардо.
1 августа 2011 года Роберто Хименес вернулся в «Реал Сарагосу». Сумма трансфера — 8 млн евро. В своем первом сезоне, он играл все 38 матчей в чемпионате. Его команда избежала вылета в самый последнем туре.
26 июля 2013 года Роберто вернулся в «Атлетико Мадрид», подписав контракт на четыре года и сразу отдан в аренду в греческий «Олимпиакос». 5 ноября 2013 Роберто вышел в основном составе против бывшего клуба «Бенфика», которую «Олимпиакос» выиграл со счётом 2:0 в Лиге чемпионов УЕФА.
22 июня 2016 года Роберто перешёл в «Эспаньол». Сумма трансфера составила три миллиона евро. Голкипер подписал контракт с каталонским клубом до лета 2019 года. В сезоне 2016/17 31-летний футболист принял участие в четырёх матчах за каталонский клуб в Примере, пропустил девять голов и совершил 10 сейвов.
5 июля 2017 года перешел на правах аренды в «Малагу».

## Достижения
Олимпиакос (Пирей)
- Чемпион Греции: 2013/14, 2014/15, 2015/16
- Обладатель Кубка Греции: 2014/15

Бенфика (Лиссабон)
- Обладатель Кубка Португалии: 2010/11